# Deutsche Evangelische Kirche in Böhmen, Mähren und Schlesien
Die Deutsche Evangelische Kirche in Böhmen, Mähren und Schlesien (DEKiBMS) war eine lutherische Kirche.

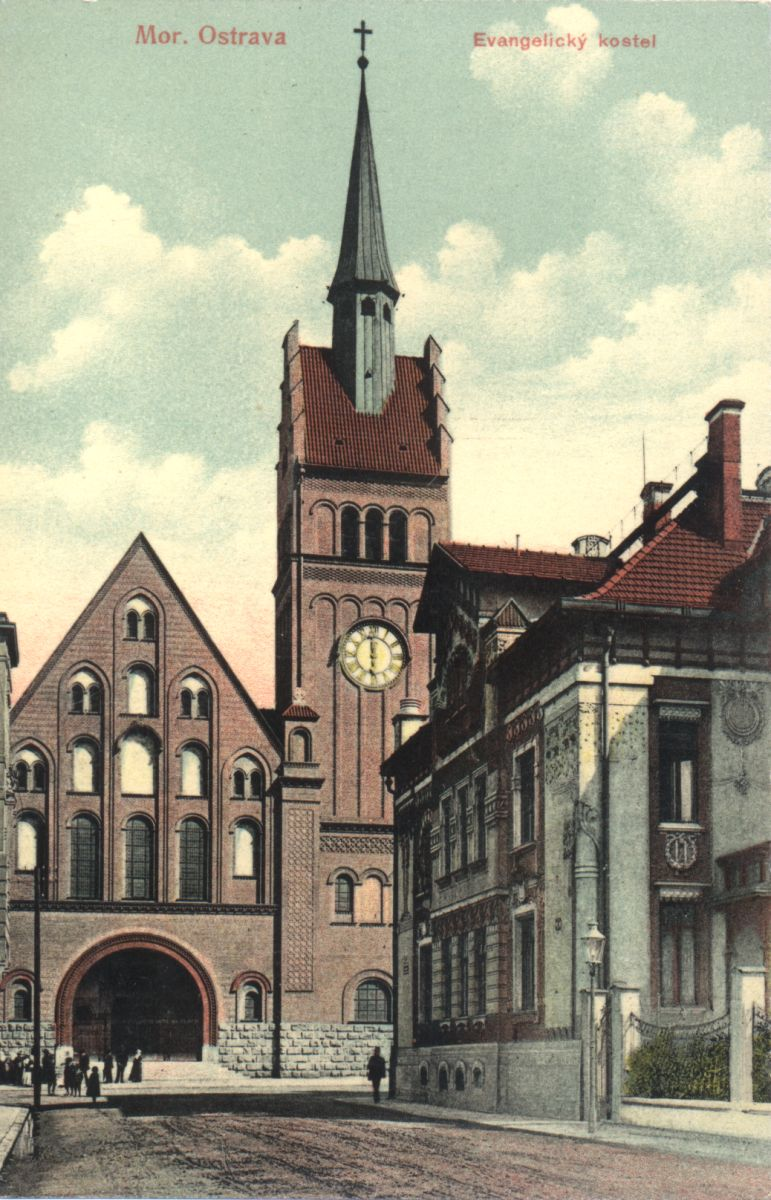
Evangelische Kirche der DEK in Ostrava

Die Kirche bestand zwischen 1919 und 1945 im Gebiet des heutigen Tschechien. Sie wurde auf dem Ersten Kirchentag am 25./26. Oktober 1919 in der Christuskirche in Turn (Trnovany) bei Teplitz gegründet. Die Kirchenleitung hatte der Kirchenpräsident Erich Wehrenfennig inne.
Im Jahr 1920 gab es über 115.000 Mitglieder, 59 Gemeinden, 3 Filialgemeinden, 126 Predigtstationen, die in 6 Kirchenkreise untergliedert wurden:
- Ascher Kirchenkreis (30.800 Seelen, 3 Gemeinden, 2 Predigtstationen)
- Westböhmischer Kirchenkreis (13.578 Seelen, 12 Gemeinden, 39 Ps.)
- Mittelböhmischer Kirchenkreis (22.410 Seelen, 11 Gemeinden, 29 Ps.)
- Ostböhmischer Kirchenkreis (17.917 Seelen, 13 Gemeinden, 30 Ps.)
- Schlesischer Kirchenkreis (16.196 Seelen, 9 Gemeinden, 6 Ps.)
- Mährischer Kirchenkreis (14.350 Seelen, 11 Gemeinden, 20 Ps.)

Im Jahr 1930 umfasste die Kirche 130.000 Mitglieder, überwiegend Deutschböhmen und Deutschmährer, aber auch fast 6.000 Tschechen und Slowaken und 3.000 Polen (hauptsächlich im Teschener Schlesien).
Mit dem Ende des Zweiten Weltkrieges endete die rechtliche Existenz dieser Kirche, nachdem sie durch ein Dekret des Präsidenten Edvard Beneš am 6. Mai 1948 rückwirkend zum 4. Mai 1945 wegen Zusammenarbeit mit den Protektoratsbehörden aufgelöst wurde. Viele der Kirchengebäude gehören heute den Böhmischen Brüdern und der Tschechoslowakischen Hussitischen Kirche.

## Einzelnachweise

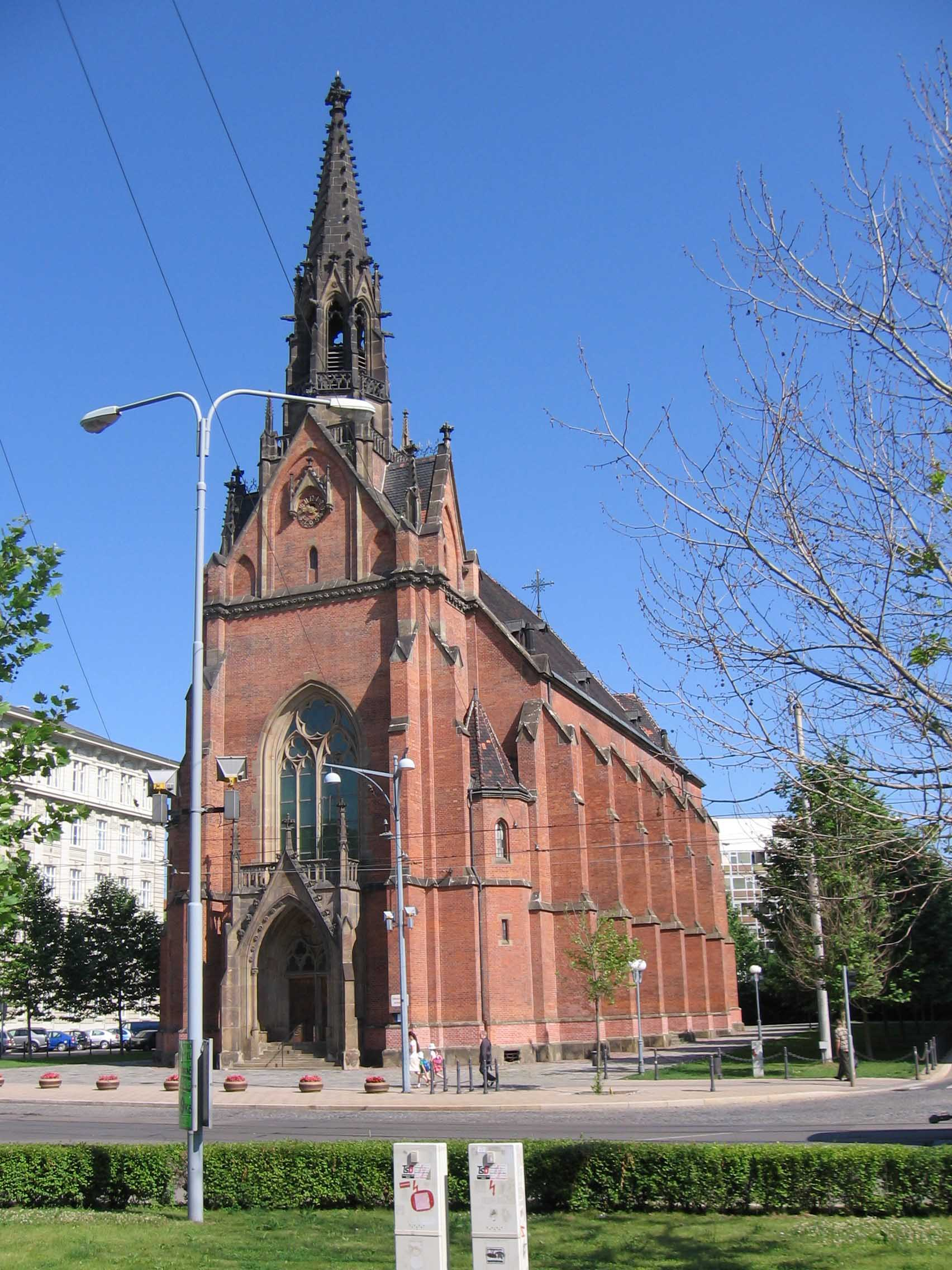
Kirche von Brünn
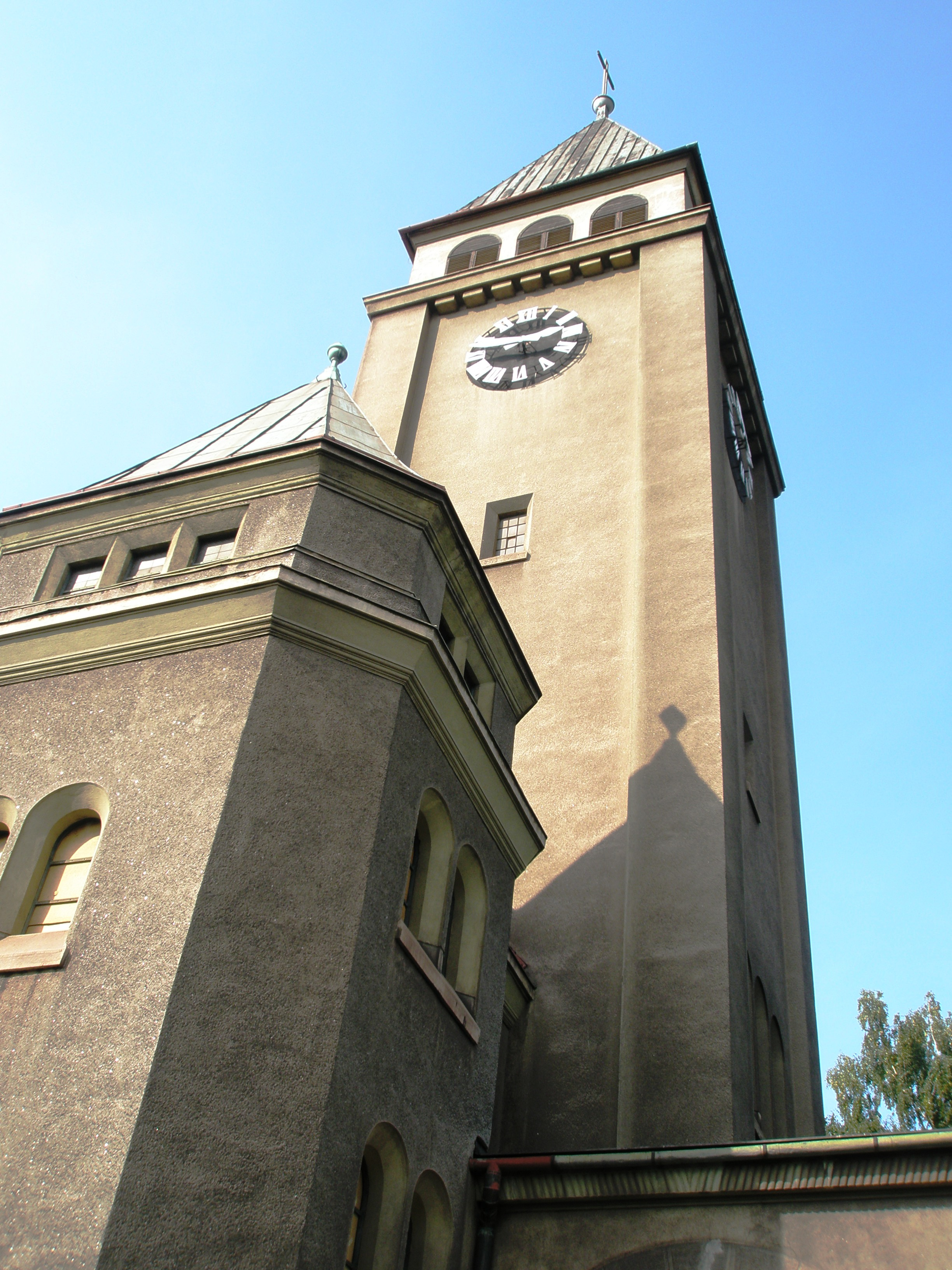
Kirche von Tschechisch Teschen
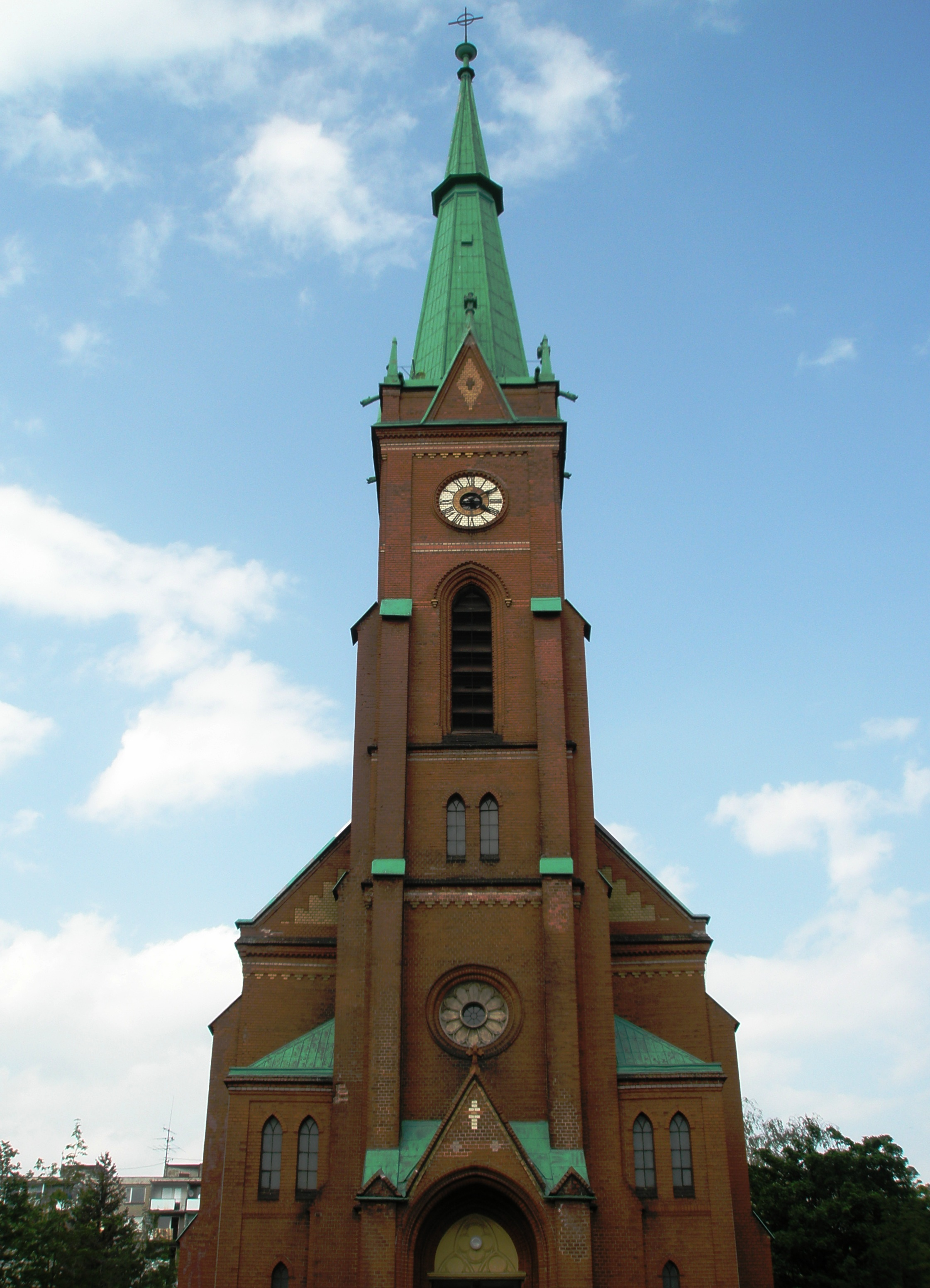
Kirche von Friedeck
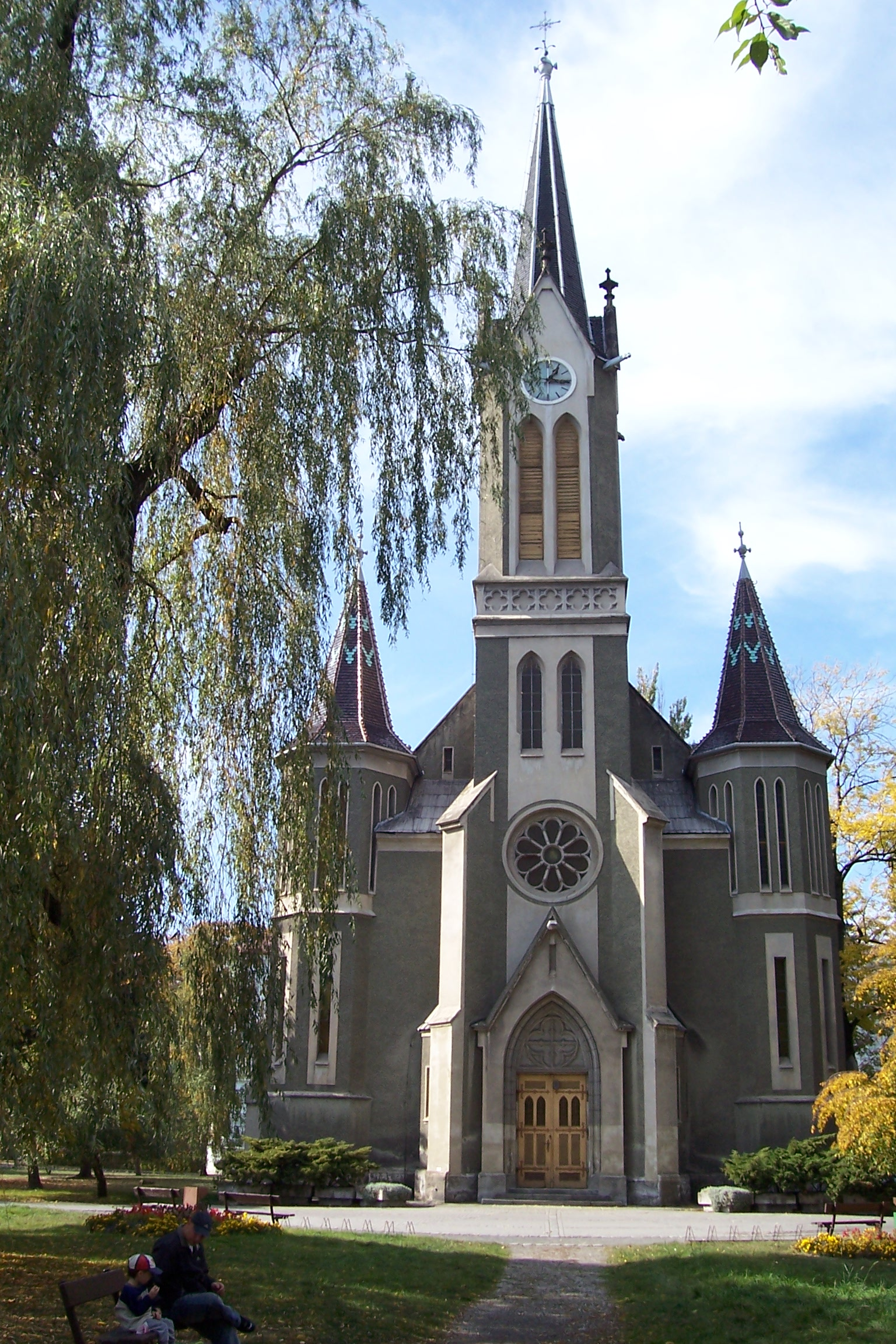
Kirche von Jägerndorf
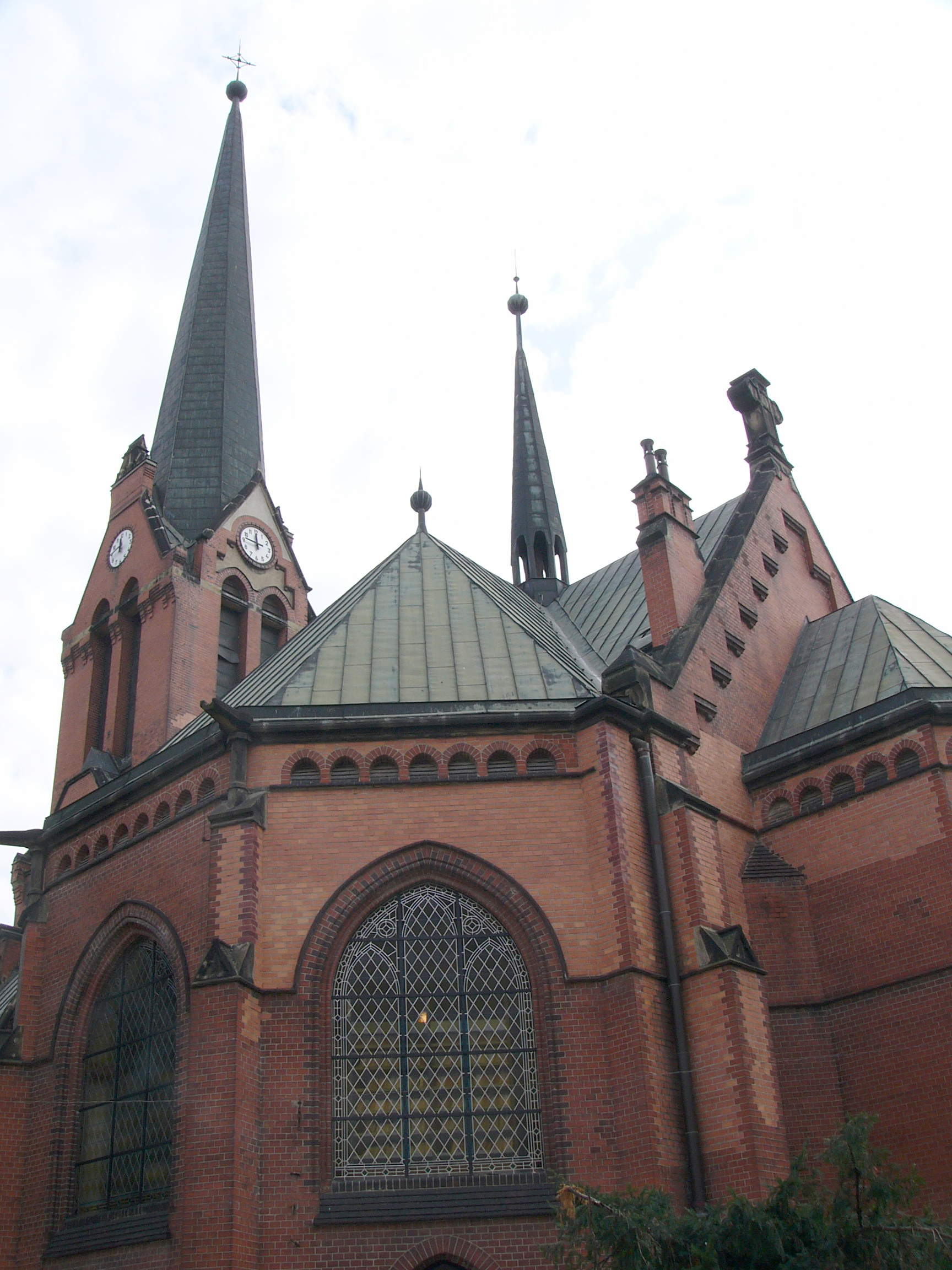
Kirche von Olmütz
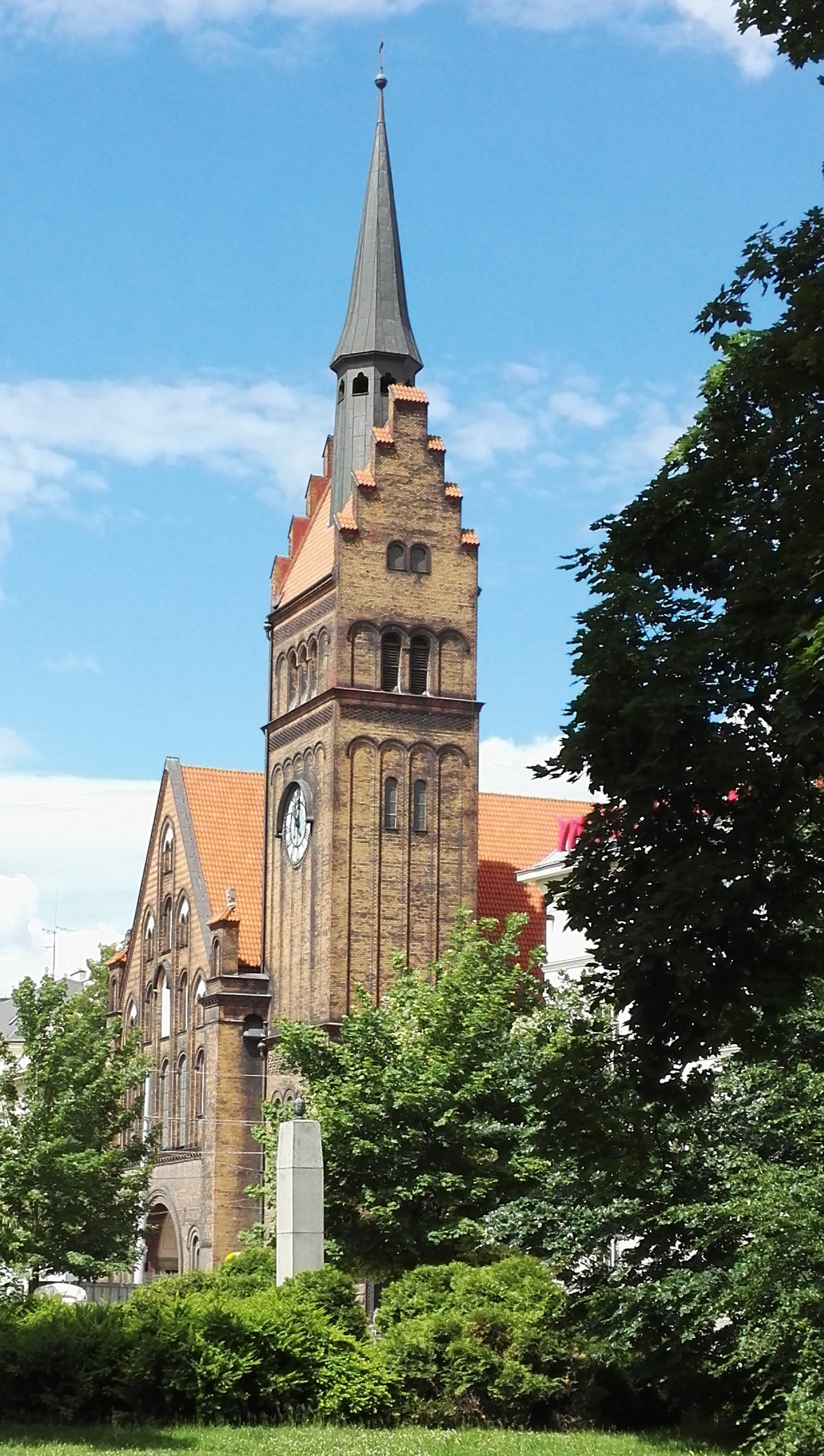
Kirche von Ostrau
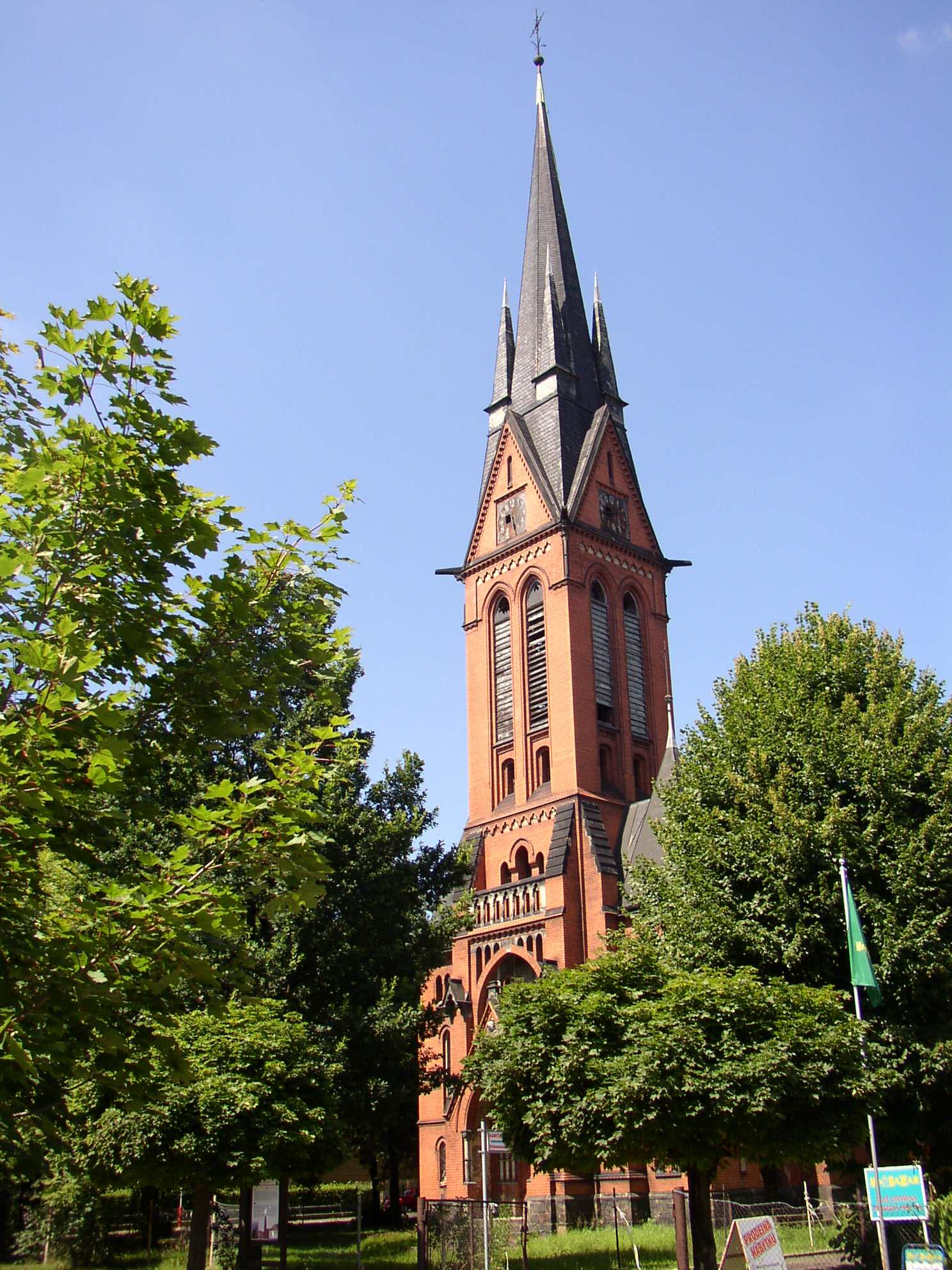
Kirche Warnsdorf